# الحنايا (بدبدة)

تعديل مصدري - تعديل

الحنايا هي إحدى قرى عزلة اهل علي بمديرية بدبدة التابعة لمحافظة مأرب، بلغ تعداد سكانها 1076 نسمة حسب تعداد اليمن لعام 2004.